# Cantorchilus semibadius
Cantorchilus semibadius е вид птица от семейство Орехчеви (Troglodytidae).

## Разпространение
Видът е разпространен в Коста Рика и Панама.